# Ko Matsuhisa
Ko Matsuhisa est un karatéka japonais né le 12 février 1982 et qui vivait à Ōsaka fin 2006. Il est connu pour avoir remporté la médaille de bronze en kumite individuel masculin moins de 75 kilos aux XVIIIe championnats du monde de karaté à Tampere, en Finlande. 

## Résultats
| Résultat           | Date             | Épreuve                   | Catégorie | Compétition                | Ville hôte                              |
| ------------------ | ---------------- | ------------------------- | --------- | -------------------------- | --------------------------------------- |
| Médaille d'or      | Mai 2005         | Kumite individuel - 75 kg | Seniors   | Championnats d'Asie 2005   | Macao, en République populaire de Chine |
| Médaille de bronze | 15 octobre 2006  | Kumite individuel - 75 kg | Seniors   | Championnats du monde 2006 | Tampere, en Finlande                    |
| Médaille d'argent  | 13 décembre 2006 | Kumite individuel - 75 kg | Seniors   | Jeux asiatiques 2006       | Doha, au Qatar                          |
| Médaille de bronze | 24 août 2007     | Kumite individuel - 75 kg | Seniors   | Championnats d'Asie 2007   | Nilai, en Malaisie                      |